# サイバーフロント
株式会社サイバーフロント（英: CyberFront Corporation）は、かつて存在したテレビゲーム・パソコンゲームの開発・販売を行っていた日本のゲームソフトメーカー。加賀電子の完全子会社であった。

## 沿革
サイバーフロントは『シヴィライゼーション』や『ハーフライフ』シリーズに代表されるような、日本国外でリリースされたゲームタイトルのPC移植版の制作や日本語化を手掛けていた。
2002年4月には加賀電子株式会社が発行済み株式数の51%を取得し、加賀電子のグループ子会社となった。2003年、関連会社として、韓国にサイバーフロント コリア（現：CFK）を設立。設立時の資本金は1億ウォンであった。
2006年末にブランド・キッドが自己破産したあと、サイバーフロントはKIDが所有していたゲームの権利の大半を継承することになり、コンシューマーゲーム機向けの美少女ゲームソフトの移植も手掛けていた。主な移植作品としては『家族計画』、『最果てのイマ』、『永遠のアセリア』などが挙げられ、本ブランドではシナリオライターの田中ロミオによる美少女ゲーム作品の大半が移植されている。また、サイバーフロントはPC用デスクトップアクセサリーソフト制作も行うジェネックスのブランドも継承した。
しかしながら、経営改革のため2013年3月に加賀電子グループの完全子会社化がなされるも、同年12月19日に行われた取締役会にて、事業の建て直しは困難として解散することが決議された。2013年3月期においては、売上高8億4,300万円に対して、4億4,400万円の純損失が出ている状態であった。同社のホームページは2014年5月16日をもって閉鎖。ユーザーサポートも2014年12月26日をもって終了となった。
解散発表後、発売中止・発売日未定となったソフトの動向は下記の通り。
- 『東京新世録 オペレーションアビス』（PlayStation Vita） - 一時的に発売メーカー未定・発売日未定と発表[5]。発売元をMAGES.に変更して2014年7月24日発売。
- 『WRC 4 FIA ワールドラリーチャンピオンシップ』日本語版（PS3/PS Vita）- 発売元をスクウェア・エニックスに変更して2014年7月24日発売。
- Windows版『Saints Row IV』（日本語版）- 発売元をズーに変更して2014年5月30日に発売。
- 『Europa Universalis IV』（日本語版） - 発売中止

なお、サイバーフロントが吸収したKIDによるオリジナル作品『Memories Off』の版権は本ブランドではなく、5pb.（のちのMAGES.）が継承していたため、サイバーフロント解散後にも続編が発表されている。

## 主なソフト

### ゲーム
- PCゲームBESTシリーズ プラチナセクション
  - AI麻雀
  - AI将棋 2 DELUXE
  - AI囲碁 6
  - CIVILIZATION II[完全日本語版]
  - CIVILIZATION 2 プレミアパック[完全日本語版]
  - CIVILIZATION 2 TEST OF TIME[完全日本語版]
  - 上海 グレート・モーメンツ
  - SPACE INBADERS
  - ソリティア デラックス
  - DIE GEKIRIN（大逆鱗1）
  - 時を超えた手紙
  - Fantastic fortune
  - PUZZLE BOBBLE
  - プリンセスメーカー クラシック
  - プリンセスメーカー 2 クラシック
  - PRO PINBALL timeshock!
  - マンハッタン・レクイエム 闇に翔ぶ天使たち
  - MONOPOLY 2
  - MONOPOLY CASINO
  - MONOPOLY JUNIOR
  - MONOPOLY TYCOON[完全日本版]
  - RAIDENII（雷電II）
  - RAY STORM
  - ロックマンX
- PCゲームBESTシリーズ メガヒット
  - Vol.1 スペースインベーダー
  - Vol.2 パズルボブル
  - Vol.3 プリンセスメーカー クラシック
  - Vol.4 プロピンボール タイムショック!
  - Vol.5 AI将棋 2 DELUXE
  - Vol.6 AI囲碁 6
  - Vol.7 AI麻雀
  - Vol.8 ソリティア デラックス
  - Vol.9 雷電2
  - Vol.10 レイストーム
  - Vol.11 上海グレート・モーメンツ
  - Vol.12 パズルボブル 2
  - Vol.13 上海ダイナスティ
  - Vol.14 黄金の羅針盤
  - Vol.15 AI将棋BEST
  - Vol.16 AI囲碁BEST
- PCゲームBESTシリーズ
  - Vol.1 スペースインベーダー
  - Vol.2 パズルボブル 2
  - Vol.3 ゼロ・ディバイド
  - Vol.4 雷電 2
  - Vol.5 レイヤーセクション
  - Vol.6 DIE GEKIRIN（大逆鱗）
  - Vol.7 真・サムライスピリッツ
  - Vol.8 餓狼伝説3
  - Vol.9 AI将棋 2 DELUXE
  - Vol.10 デビッドフォットランドの AI囲碁 6
  - Vol.11 AI詰将棋 最終章 鳳凰の巻
  - Vol.12 Zeitgeist
  - Vol.13 プロピンボール THE WEB
  - Vol.14 闘神伝 2
  - Vol.15 パズルボブル
  - Vol.16 大逆鱗 2
  - Vol.17 ダライアス外伝
  - Vol.18 プロピンボール タイムショック!
  - Vol.19 プリンセスメーカー 2
  - Vol.20 AI麻雀
  - Vol.21 ウィザーズハーモニー
  - Vol.22 マンハッタン・レクイエム
  - Vol.23 琥珀色の遺言
  - Vol.24 囲碁一番
  - Vol.25 ぽっぷんぽっぷ
  - Vol.26 メックウォリア 2 〜31st Century Combat〜 完全日本語版
  - Vol.27 ダークレイン 日本語版
  - Vol.28 スペースインベーダーX
  - Vol.29 天地無用!ソリティア
  - Vol.30 上海グレートモーメンツ
  - Vol.31 エーベルージュ
  - Vol.32 ファンタスティックフォーチュン
  - Vol.33 DIE GEKIRIN III（大逆鱗III）
  - Vol.34 17歳 〜マイディアエンジェル〜
  - Vol.35 マーダー・クラブ
  - Vol.36 時を超えた手紙
  - Vol.37 ロードランナー 2
  - Vol.38 デモリションレーサー
  - Vol.39 ビートルクレイジーカップ
  - Vol.40 プリンセスメーカー ゆめみる妖精
  - Vol.41 ロックマンX
  - Vol.42 キス・オブ・マーダー
  - Vol.43 黄金の羅針盤
  - Vol.44 Quake2
  - Vol.45 BLUE CHICAGO BLUES
  - Vol.46 パズルボブル 3DX
  - Vol.47 エイブ・ア・ゴーゴー
  - Vol.48 プリンセスメーカー
  - Vol.49 レイストーム
  - Vol.50 D.C.コネクション
  - Vol.51 ミントン警部の捜査ファイル 道化師殺人事件
  - Vol.52 プリンセスメーカーQ+イラストパック
  - Vol.53 創生聖紀デヴァタジー
  - Vol.54 上海ダイナスティ
  - Vol.55 みんなで対戦 AI将棋2
  - Vol.56 みんなで対戦 AI囲碁6
  - Vol.57 みんなで対戦 AI麻雀
  - Vol.58 リフレインラブ 〜あなたに逢いたい〜
  - Vol.59 Gダライアス
  - Vol.60 パズルボブル 4
  - Vol.61 リフレインラブ 2
  - Vol.62 RAYCRISIS
  - Vol.63 プリンセスメーカー Go!Go!プリンセス
  - Vol.64 プリンセスメーカー ポケット大作戦
  - Vol.65 ローラーコースター タイクーン 完全日本語版
  - Vol.66 ローラーコースター タイクーン おもしろ景観キットゴールド 完全日本語版
  - Vol.67 メックウォーリア 3
  - Vol.68 メックコマンダー ゴールド デスパレイトメジャーズ 完全日本語版
  - Vol.69 スピリット オブ スピード 完全日本語版
  - Vol.70 コスモウォーリアー零
  - Vol.71 RCでGO!
  - Vol.72 AI将棋BEST
  - Vol.73 AI囲碁BEST
  - Vol.74 上海ダイナスティ 2
  - Vol.75 花火職人になろうの豪華版
  - Vol.76 将棋最強 内藤國雄九段
  - Vol.77 将棋最強 南芳一九段
  - Vol.78 将棋最強 神吉宏充六段
- BEST HITセレクション

### Windows向けタイトル

#### 海外タイトル移植
- SWATシリーズ
  - SWAT2
  - SWAT3クロース クォーターズ バトル完全日本語版
  - SWAT3 TGOTY
- ハーフライフシリーズ
  - ハーフライフ2 エピソード1
  - デイ オブ ディーフィート ソース
  - カウンターストライク ソース
- Unrealシリーズ
  - UnrealII 覚醒【日本語版】
- DOOMシリーズ
  - DOOM3
- Serious Samシリーズ
  - Serious Sam The First Encounter
  - Serious Sam The Second Encounter
  - Serious Sam II
- Soldier of Fortuneシリーズ
  - Soldier of Fortune Premium Edition
  - Soldier of Fortune II: Double Helix
- ノーワン リブス フォーエバー【日本語版】
- Alone in the Dark4【日本語版】
- ゼウス マスター オブ オリンポス 完全日本語版
- シヴィライゼーションシリーズ
  - シヴィライゼーション3 コンプリート
  - シヴィライゼーション4【完全日本語版】
  - シヴィライゼーション4 ウォーロード【完全日本語版】
  - シヴィライゼーション4 ビヨンド ザ ソード【完全日本語版】
  - シヴィライゼーション4 デラックスパック【完全日本語版】
- シド・マイヤー レイルロード!【完全日本語版】
- ハーツ オブ アイアン 2シリーズ【日本語版】
  - ハーツ オブ アイアン 2 ドゥームズデイ【日本語版】
  - ハーツ オブ アイアン 2 アンソロジー【日本語版】
- ハーツ オブ アイアンIII【完全日本語版】
- ヨーロッパ ユニバーサリスシリーズ【日本語版】
  - ヨーロッパ ユニバーサリスII【完全日本語版】
  - ヨーロッパ ユニバーサリスIII【完全日本語版】
- ヴィクトリア【日本語版】
  - ヴィクトリア 太陽の沈まない帝国【完全日本語版】
  - ヴィクトリア レボリューション【完全日本語版】
- 戦国【完全日本語版】
- Postal3【完全日本語版】

#### オリジナル・その他
- ファンタスティックフォーチュンシリーズ
  - ファンタスティックフォーチュン（富士通より発売されていたものを廉価版としたもの）
  - ファンタスティックフォーチュン2
- A列車で行こうシリーズ
  - A列車で行こう4 XP対応版
  - A列車で行こう The 21st Century
  - A列車で行こう7
  - A列車で行こう8
  - A列車で行こう9
- 式神の城III
- プリンセスメーカーシリーズ
  - プリンセスメーカー4
  - プリンセスメーカー5
- 新世紀エヴァンゲリオンシリーズ
  - 鋼鉄のガールフレンド＜特別編＞
  - シークレット オブ エヴァンゲリオン
- ふしぎの海のナディア 〜Inherit the Blue Water〜
  - 電脳バトル ミス・ノーチラスコンテスト（「ふしぎの海のナディア 〜Inherit the Bluewater〜 コレクターズエディション（限定版）」に同梱）

### PS・PS2・PS3・PSP・PS Vita向けタイトル
- 暁のアマネカと蒼い巨神
- グランド・セフト・オート・チャイナタウンウォーズ
- スカルガールズ
- HULK（ハルク）
- プリンセスメーカーシリーズ
  - プリンセスメーカー4
  - プリンセスメーカー4 ポータブル
  - プリンセスメーカー5
- 星界の戦旗
- ふしぎの海のナディア 〜Inherit the Blue Water〜
  - 電脳バトル ミス・ノーチラスコンテスト（「ふしぎの海のナディア 〜Inherit the Bluewater〜 コレクターズエディション（限定版）」に同梱）
- 新世紀エヴァンゲリオンシリーズ
  - 鋼鉄のガールフレンド＜特別編＞
  - シークレット オブ エヴァンゲリオン
  - シークレット オブ エヴァンゲリオン ポータブル
- パカパカパッションスペシャル
- ファンタスティックフォーチュンシリーズ
  - ファンタスティックフォーチュン
  - ファンタスティックフォーチュン2
  - ファンタスティックフォーチュン2☆☆☆
- エンジェルプロファイル
- 卒業 2nd Generation
- Gift -prism-（PSP）
- ころんシリーズ
  - ころん
  - コロコロころん
- DEARDROPS DISTORTION
- テストドライブアンリミテッド2
- DJMAX Portable 3
- DJMAX TECHNIKA TUNE（PS Vita）
- WRC 3 FIA ワールドラリーチャンピオンシップ（PS3/PS Vita）

### Xbox 360向けタイトル
- 暁のアマネカと蒼い巨神
- CROSS†CHANNEL ~In memory of all people~
- ストライクウィッチーズ 白銀の翼
- テストドライブアンリミテッド2
- code_18
- WRC 2 - FIA World Rally Championship
- ウォーハンマー40,000:スペースマリーン
- ディヴィニティIIドラゴンナイトサーガ
- コンバットウイングス:The Great Battles of World War II
- アルカニア ゴシック 4
- Sid Meier's Civilization Revolution
- nail'd

### Nintendo DS 向けタイトル
- グランド・セフト・オート・チャイナタウンウォーズ
- ニュージーランドストーリーDS
- 両利きエクササイズ -理論の右手と感性の左手-
- プリンセスメーカー4 DS スペシャルエディション
- いかもの探偵 -IKATAN-
- 対戦!! 加トちゃんのころろんぺ!
- シヴィライゼーション レボリューション
- いぬ会社

### Nintendo 3DS 向けタイトル
- NANO ASSAULT

### 業務機 向けタイトル
- ころん

### 実用ソフト
- かんたんWebアニメーション
- フラーヴ
- かんたんWebアニメーション2
- デジダビ
- WindowBlinds6【日本語版】
- Object Dock Plus【日本語版】
- Icon Packager4【日本語版】
- Sound Packager【日本語版】
- Cursor FX【日本語版】
- Tunebite【日本語版】
- Audials One【日本語版】
- Radiotracker【日本語版】